# Dariusz Kondraciuk
Dariusz Kondraciuk (ur. 17 stycznia 1975 w Koszalinie) – były polski koszykarz występujący na pozycjach obrońcy.
Z powodu poważnej kontuzji stracił kilka lat kariery, w okresie kiedy przymierzano go do gry w kadrze Polski.

## Osiągnięcia
Klubowe
- 2-krotny wicemistrz Polski (1999, 2000)
- Brązowy medalista Mistrzostw Polski (1994)
- Finalista Pucharu Polski (1996)
- Uczestnik Meczu Gwiazd PLK (1995)[2]
- Uczestnik rozgrywek Pucharu Koracia (1992–1994, 1996/97, 1999/2000)[3]

Reprezentacja
- Uczestnik eliminacji do Mistrzostw Europy U–22 (1996)[4]